# GVV Be Quick in het seizoen 1963/64
Het seizoen 1963/1964 was het 10e en laatste jaar in het bestaan van de Groninger betaaldvoetbalclub Be Quick. De club kwam uit in de Tweede divisie A en eindigde daarin op de 13e plaats. Tevens deed de club mee aan het toernooi om de KNVB beker, hierin werd de club in de tweede ronde uitgeschakeld door Eindhoven (0–5). Na het seizoen keerde de club terug naar het amateurvoetbal.

## Wedstrijdstatistieken

### Tweede divisie A
|       | Alkmaar '54 | EDO   | 't Gooi | Haarlem | Heerenveen | Hilversum | HVC   | KFC   | Leeuwarden | PEC   | RCH   | Tubantia | ZFC   | Zwartemeer | Zwolsche Boys |
| ----- | ----------- | ----- | ------- | ------- | ---------- | --------- | ----- | ----- | ---------- | ----- | ----- | -------- | ----- | ---------- | ------------- |
| Thuis | 2 – 4       | 4 – 2 | 1 – 2   | 0 – 2   | 0 – 3      | 0 – 0     | 0 – 1 | 5 – 2 | 0 – 0      | 2 – 1 | 1 – 1 | 2 – 1    | 2 – 1 | 1 – 5      | 2 – 3         |
| Uit   | 6 – 1       | 1 – 0 | 2 – 3   | 2 – 0   | 5 – 1      | 0 – 0     | 0 – 3 | 2 – 2 | 4 – 3      | 5 – 0 | 3 – 0 | 1 – 3    | 2 – 3 | 4 – 2      | 1 – 2         |

### KNVB beker
| 1e ronde                                      | Be Quick                                                                      | 2 – 1 (1 – 0) | Elinkwijk         |
| 29 september 1963 Plaats: Groningen Esserberg | Tinus Nijhoving 60' Frits Hutten 65'                                          |               | 40' Jan de Kleijn |
| 2e ronde                                      | Eindhoven                                                                     | 5 – 0 (2 – 0) | Be Quick          |
| 17 november 1963 Plaats: Eindhoven Aalsterweg | Hendrik Schalks 30' Nico van Diessen Joop Oomens Cor Bex 78' Thieu Houben 83' |               |                   |

## Statistieken Be Quick 1963/1964

### Eindstand Be Quick in de Nederlandse Tweede divisie A 1963 / 1964
| Stand | Gespeeld | Gewonnen | Gelijk | Verloren | Punten | Doelpunten voor | Doelpunten tegen |
| ----- | -------- | -------- | ------ | -------- | ------ | --------------- | ---------------- |
| 13e   | 30       | 10       | 5      | 15       | 25     | 45              | 66               |

### Topscorers
| #      | Naam             | Goal |
| ------ | ---------------- | ---- |
| 1.     | Freek Schutten   | 16   |
| 2.     | Herman Mengerink | 10   |
| 3.     | Tinus Nijhoving  | 6    |
| 4.     | Frits Hutten     | 3    |
| 4.     | Dré Woest        | 3    |
| 6.     | Evert Drommel    | 2    |
| 6.     | Jan Perdok       | 2    |
| 8.     | Piet Boschma     | 1    |
| 8.     | Lodewijk Martijn | 1    |
| 8.     | Johan Zuur       | 1    |
| Totaal | Totaal           | 45   |

| #      | Naam            | Goal |
| ------ | --------------- | ---- |
| 1.     | Frits Hutten    | 1    |
| 1.     | Tinus Nijhoving | 1    |
| Totaal | Totaal          | 2    |